# Rafał Krupa
Rafał Krupa (ur. 3 lipca 1994) – polski piłkarz ręczny, lewoskrzydłowy, od 2016 zawodnik Stali Mielec.

## Kariera sportowa
Wychowanek Stali Mielec. W latach 2010–2013 był uczniem i zawodnikiem SMS-u Gdańsk, w którego barwach występował w I lidze.
W latach 2013–2016 był zawodnikiem Śląska Wrocław. W sezonie 2013/2014, w którym rozegrał 21 meczów i zdobył 40 goli, wywalczył z nim awans do Superligi. W najwyższej klasie rozgrywkowej zadebiutował 3 września 2014 w przegranym spotkaniu z Górnikiem Zabrze (26:31), w którym rzucił bramkę. W sezonach 2014/2015 i 2015/2016 rozegrał w Superlidze łącznie 46 meczów, w których zdobył 98 goli.
W 2016 przeszedł do Stali Mielec. W sezonie 2016/2017 rozegrał w Superlidze 30 meczów i zdobył 72 gole. W sezonie 2017/2018 wystąpił w 28 spotkaniach, w których rzucił 94 bramki, a ponadto został wybrany do najlepszej siódemki kolejki w 3. serii spotkań. W sezonie 2018/2019 rozegrał 36 meczów i zdobył 77 goli.
W 2010 z reprezentacją Polski juniorów młodszych uczestniczył w Turnieju Nadziei Olimpijskich na Węgrzech. W 2018 wystąpił w akademickich mistrzostwach świata w Chorwacji (8. miejsce).

## Statystyki
| Klub                            | Sezon     | Liga      | Liga | Liga | Liga | Puchar Polski | Puchar Polski | Puchar Polski | Razem | Razem | Razem |
| Klub                            | Sezon     | Liga      | M    | B    | Śr.  | M             | B             | Śr.           | M     | B     | Śr.   |
| ------------------------------- | --------- | --------- | ---- | ---- | ---- | ------------- | ------------- | ------------- | ----- | ----- | ----- |
| SMS Gdańsk                      | 2011/2012 | I liga    | 10   | 5    | 0,5  | –             | –             | –             | 10    | 5     | 0,5   |
| SMS Gdańsk                      | 2012/2013 | I liga    | 20   | 39   | 2    | –             | –             | –             | 20    | 39    | 5     |
| SMS Gdańsk                      | Razem     | Razem     | 30   | 44   | 1,5  | –             | –             | –             | 30    | 44    | 1,5   |
| Śląsk Wrocław                   | 2013/2014 | I liga    | 21   | 40   | 1,9  | –             | –             | –             | 21    | 40    | 1,9   |
| Śląsk Wrocław                   | 2014/2015 | Superliga | 21   | 25   | 1,2  | 1             | 4             | 4             | 22    | 29    | 1,3   |
| Śląsk Wrocław                   | 2015/2016 | Superliga | 25   | 73   | 2,9  | 1             | 4             | 4             | 26    | 77    | 3     |
| Śląsk Wrocław                   | Razem     | Razem     | 67   | 138  | 2,1  | 2             | 8             | 4             | 69    | 146   | 2,1   |
| Stal Mielec                     | 2016/2017 | Superliga | 30   | 72   | 2,4  | 2             | 9             | 4,5           | 32    | 81    | 2,5   |
| Stal Mielec                     | 2017/2018 | Superliga | 28   | 94   | 3,4  | 3             | 7             | 2,3           | 31    | 101   | 3,3   |
| Stal Mielec                     | 2018/2019 | Superliga | 36   | 77   | 2,1  | 1             | 1             | 1             | 37    | 78    | 2,1   |
| Stal Mielec                     | Razem     | Razem     | 94   | 243  | 2,6  | 6             | 17            | 2,8           | 100   | 260   | 2,6   |
| Stan na koniec sezonu 2018/2019 |           |           |      |      |      |               |               |               |       |       |       |